# Georgi Parwanow

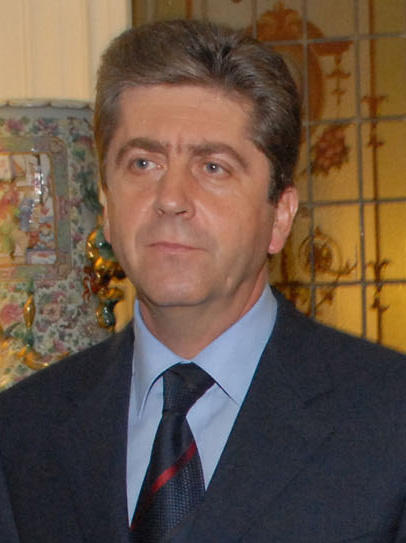
Georgi Parwanow (2008)

Georgi Parwanow (bulgarisch Георги Първанов; * 28. Juni 1957 in Sirischnik, Oblast Pernik) ist ein bulgarischer Politiker und war zwischen 2002 und 2012 bulgarischer Präsident.

## Leben
Georgi Parwanow stammt aus einer kleinbäuerlichen Familie und studierte an der Universität Sofia Geschichte. Nach seiner Promotion 1988 arbeitete er am Historischen Institut der Bulgarischen Kommunistischen Partei (BKP, seit 1990 Bulgarische Sozialistische Partei – BSP), der er 1981 beigetreten war, und für die bulgarische kommunistische Staatssicherheitsbehörde. 1994 zog er ins Parlament ein und wurde stellvertretender Vorsitzender, 1996 schließlich Vorsitzender der BSP (bis 2001).

### Präsident
Am 18. November 2001 konnte Parwanow die Stichwahl bei der Wahl zum bulgarischen Staatspräsidenten gegen den amtierenden Amtsträger Petar Stojanow gewinnen. Als Staatspräsident wurde er im Januar 2002 vereidigt. Wie sein Vorgänger konnte er sich vor allem durch außenpolitischen Themen Gehör verschaffen und stieg zum beliebtesten bulgarischen Politiker auf. Während im Vorfeld des Irak-Krieges der damalige bulgarische Außenminister Solomon Pasi die von den USA geführte Koalition unterstützte, warnte Parwanow vor möglichen Konsequenzen für den bevorstehenden EU-Beitritt des Landes.
Bei seiner Wiederwahl im Oktober 2006 konnte er zunächst vom Wahlerfolg seiner Partei bei den Parlamentswahlen von 2005 profitieren. Am 29. Oktober 2006 wurde er in einer Stichwahl mit klarer Mehrheit im Amt bestätigt. Erstmals seit 16 Jahren wurde in Bulgarien damit ein Staatsmann wiedergewählt.
Am 24. Juli 2007 begnadigte Parwanow die im sogenannten HIV-Prozess in Libyen verurteilten und nach Bulgarien ausgelieferten fünf Krankenschwestern Kristijana Waltschewa, Nasja Nenowa, Walentina Siropulo, Walja Tscherwenjaschka und Sneschana Dimitrowa und den aus Palästina stammenden Arzt Aschraf al-Hajuj, der seit Juni 2007 bulgarischer Staatsangehöriger ist, bei ihrer Ankunft in Sofia.
Am 11. November 2011 gab Parwanow bekannt, nach dem Ablauf seines Mandates als Präsident in die Parteipolitik zurückzukehren.

### Skandale
Seine Präsidentschaften sind durch mehrere Skandale gekennzeichnet. 2007 wurde festgestellt, dass er bis 1990 für die bulgarische Staatssicherheitsbehörde DS unter dem Tarnnamen Goze gearbeitet hat.
Im Februar 2009 bat er den neuen russischen Patriarchen Kyrill I. zum Eingreifen in die Belange und innere Zersplitterung der Bulgarisch-Orthodoxen Kirche. Damit verletzte er die bulgarische Verfassung, die den Staat zur religiösen Neutralität und Parität aufruft. Diese Bitte folgte einem Beschluss des Europäischen Gerichtshofs für Menschenrechte in Straßburg, der den bulgarischen Staat aufforderte, das Problem mit der Registrierung der „alternativen Synode“ innerhalb von drei Monaten zu beheben. Zurück in Bulgarien äußerte Parwanow, dass die Beschlüsse des Straßburger Gerichts nicht für den bulgarischen Staat gelten.
Im Dezember 2010 ergab eine Untersuchung, dass fast die Hälfte der bulgarischen Botschafter und Konsuln nach der Wende Angehörige der berüchtigten kommunistischen Staatssicherheit (DS) waren. Darunter sind derzeit 13 bulgarische Botschafter in EU-Ländern wie Deutschland, Großbritannien und Spanien tätig. Georgi Parwanow, der ebenfalls ein ehemaliger Mitarbeiter der DS ist, verweigerte die Forderungen des bulgarischen Ministerpräsidenten Borissow und des Außenministers Mladenow diese zurückzuberufen. In seine Kompetenzen fällt die Ernennung der bulgarischen Botschafter und 97 von 127 der von ihm ernannten Botschafter waren Mitarbeiter der Staatssicherheit.